# Powiat Nukata
Powiat Nukata (jap. 額田郡 Nukata-gun) – powiat w Japonii, w prefekturze Aichi. W 2020 roku liczył 42 405 mieszkańców.

## Miejscowości
- Kōta

## Historia[2]

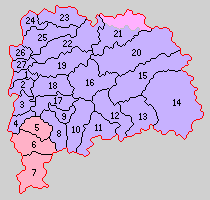
Powiat Nukata (1–27 – 1889 r.)

- Powiat został założony 20 grudnia 1878 roku. Wraz z utworzeniem nowego systemu administracyjnego 1 kwietnia 1889 roku powiat Nukata został podzielony na 1 miejscowość oraz 26 wiosek[3].
- 17 grudnia 1890 – wioska Tomoeyama zmieniła nazwę na Sakae.
- 8 listopada 1893 – wioska Fukuoka zdobyła status miejscowości. (2 miejscowości, 25 wiosek)
- 13 maja 1895 – wioska Hirohata zdobyła status miejscowości. (3 miejscowości, 24 wioski)
- 4 stycznia 1903 – część wioski Otogawa została włączona do miejscowości Okazaki.
- 1 maja 1906 – miały miejsce następujące połączenia: (3 miejscowości, 15 wiosek)
  - wioski Tokiwa, Otomi (część) → wioska Tokiwa,
  - wioski Iwazu, Daijuuji, Hosokawa, Okutono → wioska Iwazu,
  - miejscowość Okazaki, wioski Mishima, Otomi (część) → miejscowość Okazaki,
  - wioski Sakazaki, Aimi, Fukōzu → wioska Kōda,
  - wioski Toyooka, Takatomi, Sakae (część) → wioska Toyotomi,
  - wioski Miyazaki, Sakae (część) → wioska Miyazaki.
- 1 listopada 1908 – wioska Kōda (広田村) zmieniła nazwę na Kōda (幸田村).
- 1 października 1914 – miejscowość Hirohata została włączona do miejscowości Okazaki. (2 miejscowości, 15 wiosek)
- 1 lipca 1916 – miejscowość Okazaki zdobyła status miasta. (1 miejscowość, 15 wiosek)
- 1 maja 1928 – wioska Iwazu zdobyła status miejscowości. (2 miejscowości, 14 wioski)
- 1 września 1928 – wioski Okazaki, Miai, Otogawa i część wsi Tokiwa zostały włączone w teren miasta Okazaki. (2 miejscowości, 11 wiosek)
- 1 kwietnia 1952 – wioska Kōda zdobyła status miejscowości. (3 miejscowości, 10 wiosek)
- 1 sierpnia 1954 – miejscowość Kōda (幸田町) zmieniła nazwę na Kōta (幸田町).
- 1 lutego 1955 – miejscowości Fukuoka, Iwazu oraz wioski Ryūgai, Fujikawa, Yamanaka, Motojuku, Kawai, Tokiwai zostały włączone do miejscowości Okazaki. (1 miejscowość, 4 wioski)
- 30 września 1956: (2 miejscowości)
  - w wyniku połączenia wiosek Toyotomi, Miyazaki, Katano i części wsi Shimoyama powstała miejscowość Nukata.
  - pozostała część wioski Shimoyama została włączona w teren wsi Shimoyama (z powiatu Higashikamo).
- 14 listopada 2003 – miejscowość Kōta decyduje się zrezygnować z udziału w konferencji w sprawie fuzji regionu Okazaki-Nukata.
- 1 stycznia 2006 – miejscowość Nukata połączyła się z miastem Okazaki. (1 miejscowość)